# همیلتون سابو
همیلتون سابو (به فرانسوی: Hamilton Sabot) یک ژیمناست زادهٔ ۳۱ مهٔ ۱۹۸۷ میلادی اهل کشور فرانسه است.